# Montello (Wisconsin)
Montello ist eine Kleinstadt (mit dem Status „City“) und Verwaltungssitz des Marquette County im US-amerikanischen Bundesstaat Wisconsin. Im Jahr 2010 hatte Montello 1495 Einwohner.

## Geografie

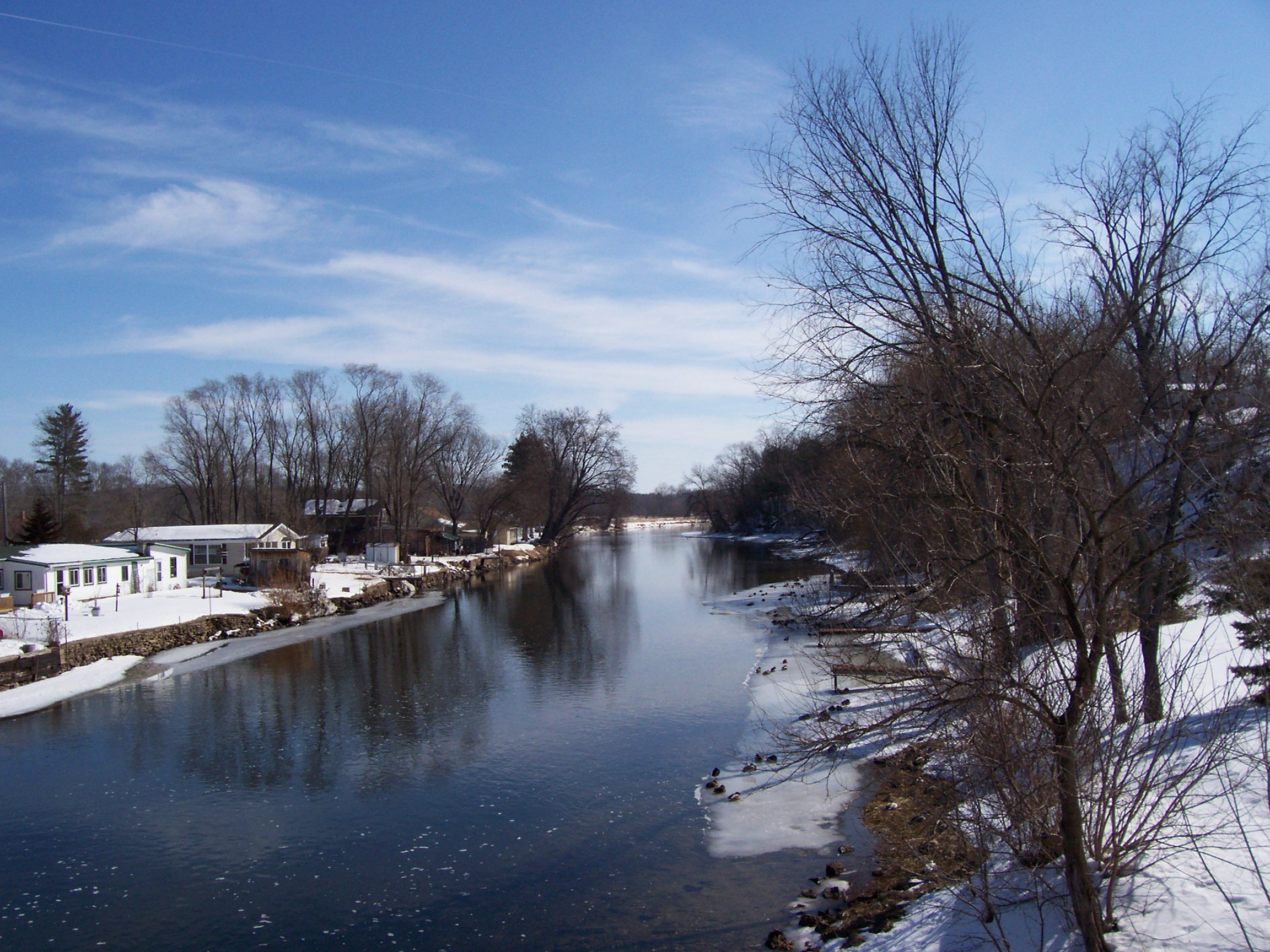
Der Fox River in Montello

Montello liegt im südöstlichen Zentrum Wisconsins, an der Mündung des Montello River, der über den Fox River in den Michigansee mündet.
Die geografischen Koordinaten von Montello sind 43°47′29″ nördlicher Breite und 89°19′11″ westlicher Länge. Das Stadtgebiet erstreckt sich über eine Fläche von 5,57 km², die sich auf 4,95 km² Land- und 0,62 km² Wasserfläche verteilen.
Nachbarorte von Montello sind Budsin (14,8 km nördlich), Princeton (18,4 km ostnordöstlich), Kingston (25,8 km ostsüdöstlich), Dalton (23,8 km südöstlich), Endeavor (25,6 km südwestlich), Packwaukee (12,6 km westsüdwestlich), Westfield (21,4 km nordwestlich) und Harrisville (14,2 km nordnordwestlich).
Die nächstgelegenen größeren Städte sind Appleton (108 km nordöstlich), Green Bay am Michigansee (156 km in der gleichen Richtung), Wisconsins größte Stadt Milwaukee (171 km südöstlich), Chicago in Illinois (327 km südsüdöstlich), Rockford in Illinois (196 km südlich) und Wisconsins Hauptstadt Madison (87 km in der gleichen Richtung).

## Verkehr
Der Wisconsin State Highway 23 führt als Hauptstraße in West-Ost-Richtung durch das Stadtgebiet von Montello. Alle weiteren Straßen sind untergeordnete Landstraßen, teils unbefestigte Fahrwege sowie innerörtliche Verbindungsstraßen.
Die nächsten Flughäfen sind der Dane County Regional Airport in Madison (80,8 km südlich) und der Milwaukee Mitchell International Airport in Milwaukee (182 km südöstlich).

## Bevölkerung
Nach der Volkszählung im Jahr 2010 lebten in Montello 1495 Menschen in 628 Haushalten. Die Bevölkerungsdichte betrug 302 Einwohner pro Quadratkilometer. In den 628 Haushalten lebten statistisch je 2,23 Personen. 
Ethnisch betrachtet setzte sich die Bevölkerung zusammen aus 95,3 Prozent Weißen, 1,7 Prozent Afroamerikanern, 0,9 Prozent amerikanischen Ureinwohnern, 0,5 Prozent Asiaten sowie 0,4 Prozent aus anderen ethnischen Gruppen; 1,2 Prozent stammten von zwei oder mehr Ethnien ab. Unabhängig von der ethnischen Zugehörigkeit waren 2,9 Prozent der Bevölkerung spanischer oder lateinamerikanischer Abstammung.
21,2 Prozent der Bevölkerung waren unter 18 Jahre alt, 55,8 Prozent waren zwischen 18 und 64 und 23,0 Prozent waren 65 Jahre oder älter. 50,4 Prozent der Bevölkerung waren weiblich.
Das mittlere jährliche Einkommen eines Haushalts lag bei 40.299 USD. Das Pro-Kopf-Einkommen betrug 21.116 USD. 10,9 Prozent der Einwohner lebten unterhalb der Armutsgrenze.